# Hydrochoeropsis
Hydrochoeropsis (лат.) — вымерший род грызунов из подсемейства Hydrochoerinae семейства свинковых, обитавших в Южной Америке на территории Аргентины, Венесуэлы и Колумбии. Родственен современным капибарам. Ископаемые остатки представителей рода известны из пьяченцского яруса (3,6—2,588 млн лет назад). Были наземными растительноядными животными.

## Виды
По данным сайта Paleobiology Database, на октябрь 2022 года в род включают 2 вымерших вида:
- Hydrochoeropsis dasseni Kraglievich, 1930typus
- Hydrochoeropsis wayuu Pérez et al., 2017